# André Perrin (football)
Pour les articles homonymes, voir André Perrin et Perrin.
André Perrin est un footballeur français né le 28 août 1941 à L'Absie (Deux-Sèvres). 1,72 m pour 69 kg. 
Cet attaquant ou milieu offensif a principalement joué à Sedan  et Lyon.

## Carrière de joueur
- 1964-1966 : UA Sedan Torcy
- 1966-1967 : Olympique lyonnais
- 1967-1968 : Lille OSC
- 1968-1971 : Olympique lyonnais
- 1971-1973 : FC Sochaux
- 1973-1976 : CS Sedan-Ardennes[1]

## Palmarès
- Finaliste de la Coupe de France en 1965 (avec l'UA Sedan-Torcy) et 1971 (avec l'Olympique lyonnais)
- Vainqueur de la Coupe de France en 1967 (avec l'Olympique lyonnais)